# Газанчинский мост
Газанчинский мост (азерб. Qazançı körpüsü) — историко-архитектурный памятник, мост, сооружённый на реке Алинджачай в южной части села Газанчи нынешнего Джульфинского района Азербайджана. Построен в период правления династии Сефевидов.
Согласно постановлению Кабинета министров Азербайджанской Республики № 132 от 2 августа 2001 года, включён в список недвижимых исторических и культурных памятников странового значения. Постановлением №98 Кабинета министров Нахичеванской Автономной Республики от 21 ноября 2007 года внесён в список архитектурных памятников республиканского значения.

## История
Газанчинский мост построен на реке Алинджачай в южной части села Газанчи, расположенного в Джульфинском районе Азербайджана. Мост в народе известен также под названием «Горбатый мост» (азерб. Qozbel körpü). Так как на мосту нет надписи, точная дата его постройки неизвестна. Однако по строительной технике и архитектурно-конструктивным особенностям мост можно отнести к началу XVII века – ко времени правления шаха Аббаса I из династии Сефевидов (1587–1629). По этому мосту, обслуживавшему Великий шёлковый путь, в своё время проходили караванные дороги, которые начинались от села Газанчи и тянулись на восток, соединяясь с основной дорогой на территории Ордубада.
Постановлением №132 Кабинета министров Азербайджанской Республики от 2 августа 2001 года мост был включён в список недвижимых памятников истории и культуры странового значения.
1 ноября 2007 года компания «Азермарка» выпустила серию из 5 почтовых марок, посвящённых мостам Азербайджана. Одна из этих марок, номиналом 20 гяпиков и тиражом 20 тысяч экземпляров, была посвящена Газанчинскому мосту.
Постановлением №98 Кабинета министров Нахичеванской Автономной Республики от 21 ноября 2007 года внесён в список архитектурных памятников республиканского значения.
В 2018 году на мосту были проведены реставрационные работы. Вдоль берегов на участке длиной 120 м были выполнены берегоукрепительные мероприятия, изношенные камни несущей части моста были заменены новыми, промежутки между камнями полностью очищены и заново укреплены известковым раствором.

### Конструкция
Ширина моста составляет 3,55 м, длина – 10,85 м, высота – 8,8 м. Мост построен из грубо отёсанного бутового камня. Бордюры и архивольты арок выполнены из чисто отёсанного песчаника. Благодаря этому края арок выделяются на фоне необработанной поверхности стены моста, подчёркивая его конструктивные особенности. 